# México en los Juegos Olímpicos de Atlanta 1996
México estuvo representado en los Juegos Olímpicos de Atlanta 1996 por un total de 99 deportistas, 71 hombres y 28 mujeres, que compitieron en 19 deportes.
La portadora de la bandera en la ceremonia de apertura fue la ciclista Nancy Contreras.

## Medallistas
El equipo olímpico mexicano obtuvo las siguientes medallas:
| Nombre          | Deporte   | Competición    |
| --------------- | --------- | -------------- |
| Oro             |           |                |
| —               |           |                |
| Plata           |           |                |
| —               |           |                |
| Bronce          |           |                |
| Bernardo Segura | Atletismo | 20 km marcha M |

## Resultados por deporte

### Boxeo
Con 8 participantes, fue el equipo de boxeo más grande del país desde México 68.
México participó en los pesos mediano y ligero por primera vez desde Seúl 1988, en peso wélter por primera vez desde Los Ángeles 1984 y en peso minimosca por primera vez desde Moscú 1980
| Atleta                          | Evento              | Ronda de 32          | Ronda de 16        | Cuartos de final   | Semifinales        | Final              | Final     |
| Atleta                          | Evento              | Oponente Resultado   | Oponente Resultado | Oponente Resultado | Oponente Resultado | Oponente Resultado | Posición  |
| ------------------------------- | ------------------- | -------------------- | ------------------ | ------------------ | ------------------ | ------------------ | --------- |
| Jesús Martínez Tejeda           | Peso minimosca      | Biki (MAS) G         | Masara (INA) P     | No avanzó          | No avanzó          | No avanzó          | No avanzó |
| José Martín Castillo            | Peso mosca          | Lunka (GER) P        | No avanzó          | No avanzó          | No avanzó          | No avanzó          | No avanzó |
| Samuel Álvarez                  | Peso gallo          | Olteanu (ROM) P      | No avanzó          | No avanzó          | No avanzó          | No avanzó          | No avanzó |
| Francisco Alberto Martínez Ruiz | Peso ligero         | Strange (CAN) P      | No avanzó          | No avanzó          | No avanzó          | No avanzó          | No avanzó |
| Carlos Martínez                 | Peso wélter ligero' | Niyazymbetov (KAZ) P | No avanzó          | No avanzó          | No avanzó          | No avanzó          | No avanzó |
| Jesús Luis Flores               | Peso wélter         | Rasheed (PAK) P      | No avanzó          | No avanzó          | No avanzó          | No avanzó          | No avanzó |
| Pablo López                     | Peso medio          | Erdei (HUN) P        | No avanzó          | No avanzó          | No avanzó          | No avanzó          | No avanzó |
| Julio César González Ibarra     | Peso semipesado     | Aurino (ITA) P       | No avanzó          | No avanzó          | No avanzó          | No avanzó          | No avanzó |

### Clavados
Fernando Platas, Alberto Acosta y María Elena Romero compitieron en sus segundos Juegos Olímpicos.
María José Alcalá en sus terceros.
| Atleta                 | Evento                       | Preliminar | Preliminar | Semifinal | Semifinal | Final     | Final     | Total     | Total     |
| Atleta                 | Evento                       | Puntos     | Posición   | Puntos    | Posición  | Puntos    | Posición  | Puntos    | Posición  |
| ---------------------- | ---------------------------- | ---------- | ---------- | --------- | --------- | --------- | --------- | --------- | --------- |
| Joel Rodríguez Luviano | Trampolín 3 metros varonil   | 296.91     | 30         | No avanzó | No avanzó | No avanzó | No avanzó | No avanzó | No avanzó |
| Fernando Platas        | Trampolín 3 metros varonil   | 382.83     | 8          | 217.62    | 8         | 402.36    | 7         | 619.98    | 8         |
| Fernando Platas        | Plataforma 10 metros varonil | 392.31     | 8          | 177.90    | 6         | 425.13    | 7         | 603.03    | 7         |
| Alberto Acosta Palma   | Plataforma 10 metros varonil | 322.47     | 22         | No avanzó | No avanzó | No avanzó | No avanzó | No avanzó | No avanzó |
| María Elena Romero     | Trampolín 3 metros femenil   | 252.84     | 13         | 187.35    | 17        | No avanzó | No avanzó | No avanzó | No avanzó |
| María José Alcalá      | Trampolín 3 metros femenil   | 257.01     | 12         | 193.62    | 16        | No avanzó | No avanzó | No avanzó | No avanzó |
| María José Alcalá      | Plataforma 10 metros femenil | 252.36     | 13         | 147.99    | 17        | No avanzó | No avanzó | No avanzó | No avanzó |

### Remo
Fue el debut de México en la puebla de scull ligero doble femenil.
| Atleta                           | Evento                     | Cuartos de final | Cuartos de final | Repesca   | Repesca  | Semifinal    | Semifinal    | Final             | Final    |
| Atleta                           | Evento                     | Resultado        | Posición         | Resultado | Posición | Resultado    | Posición     | Resultado         | Posición |
| -------------------------------- | -------------------------- | ---------------- | ---------------- | --------- | -------- | ------------ | ------------ | ----------------- | -------- |
| Ana Sofía Soberanes Andrea Boltz | Scull ligero doble femenil | 8:00.92          | 5                | 7:18.31   | 3        | No avanzaron | No avanzaron | 7:46.57 (Final C) | 14       |